# 圣乔治-蒙费拉托
圣乔治-蒙费拉托（義大利語：San Giorgio Monferrato）是意大利亚历山德里亚省的一个市镇。总面积7.13平方公里，人口1283人，人口密度179.9人/平方公里（2009年）。ISTAT代码为006153。